# Скворцов, Моисей Борисович
Моисе́й Бори́сович Скворцо́в (род. 27 января 1940 года, село Олентуй, Карымский район, Читинская область) — российский хирург, доктор медицинских наук (1991), профессор (1992) кафедры госпитальной хирургии Иркутского государственного медицинского университета, руководитель областного центра хирургии пищевода, заслуженный врач Российской Федерации, заслуженный деятель науки Республики Бурятия.

## Биография
Родился в семье военного врача и зубного врача. В 1946 году вместе с родителями переехал на Сахалин, где в 1957 году с медалью окончил среднюю школу в г. Долинске. В 1963 г. окончил с отличием Иркутский государственный медицинский институт. В 1963—1966 гг. по направлению Иркутского облздравотдела Моисей Борисович работал хирургом и главным врачом Ангинской участковой больницы Качугского района. За это время им была восстановлена операционная, дооснащена необходимой аппаратурой, где за 3 года им было выполнено более 450 различных хирургических операций. Будучи главным, а продолжительное время и единственным врачом больницы, М. Б. Скворцов значительное время уделял организационной и профилактической работе на участке в радиусе до 80 км, в состав которого входили 6 фельдшерско-акушерских пунктов (ФАП) в 10 населенных пунктах. Планомерно проводимая М. Б. Скворцовым работа по повышению квалификации сотрудников ФАП сказалась положительно. За эти годы на участке не было запущенных случаев острой хирургической патологии, родов на дому, так как все больные своевременно поступали из фельдшерских пунктов в больницу. В детских садах, яслях и деревнях обслуживаемого участка не стало вспышек дизентерии.
С 1966 по 1968 г. Моисей Борисович работал анестезиологом в Иркутской областной клинической больнице, совмещая с активной хирургической деятельностью в должности дежурного хирурга. В 1968 г. был назначен на должность заведующего хирургическим отделением областной больницы, а с 1970 г. по приглашению проф. З. Т. Сенчилло-Явербаум перешел на работу ассистентом на кафедру госпитальной хирургии Иркутского медицинского института. С этого времени до настоящего он работает на базе общехирургического, а затем торакального отделения областной больницы.
В 1975 г. Моисей Борисович защитил кандидатскую диссертацию «Хирургическое лечение химических ожогов желудка и сочетанных ожогов пищевода и желудка» под руководством проф. З. Т. Сенчилло-Явербаум и доц. В. И. Астафьева. В 1991 г. во Всесоюзном научном центре хирургии (Москва) успешно защитил докторскую диссертацию «Выбор оптимального способа лечения рубцовых сужений пищевода». В 1988 г. был избран на должность доцента, а в 1992 г. — профессора кафедры госпитальной хирургии Иркутского мединститута. М. Б. Скворцов — поливалентный, постоянно оперирующий хирург, работает в отделении грудной хирургии и является его научным руководителем. Здесь им создано целое направление в реконструктивной хирургии пищевода, а затем — областной центр по лечению больных с заболеваниями пищевода, который он возглавляет. Им и сотрудниками центра выполняются современные сложнейшие реконструктивные операции на пищеводе, трахее, органах грудной клетки, средостения и живота. Здесь активно лечатся больные с рубцовыми сужениями и раком пищевода, больные с рефлюкс-эзофагитом и другими заболеваниями проксимального отдела желудка. Под руководством Моисея Борисовича сотрудники кафедры госпитальной хирургии в течение 14 лет с 1978 по 1992 г. проводили исследовательскую и диспансерную работу среди населения г. Усть-Илимска. По результатам её в клинике госпитальной хирургии ИГМУ на базе областной больницы была создана и успешно функционирует система выявления и своевременного отбора на оперативное лечение больных рефлюкс-эзофагитом, а также с другими заболеваниями органов системы пищеварения, дыхательной и сердечно-сосудистой систем. Они описаны в нескольких десятках публикаций. Получены хорошие и обнадеживающие результаты хирургического лечения рефлюкс-эзофагита. М. Б. Скворцовым разработаны основные принципы диагностики нарушений двигательной активности сегментов желудка, названные им «диссинергиями сфинктерного аппарата желудка». Накоплен сравнительно большой опыт оперативного лечения осложненных форм рефлюкс-эзофагита, превышающий 600 наблюдений. М. Б. Скворцов является одним из лидеров в нашей стране в вопросах реконструктивной хирургии пищевода. Им разработаны показания к одномоментной операции и принципы создания искусственного пищевода из желудка при рубцовых сужениях, раке и др. его заболеваниях. Опыт подобных операций имеют немногие клиники в нашей стране и за рубежом, а результаты её привлекательны. Он является одним из лидеров в разработке и применении операций локальной пластики при коротких шейных стриктурах, существенно снижающих объём и травматичность операции и не имеющих летальных исходов. Разработаны принципы индивидуализации оперативной тактики при различных вариантах рубцовых стенозов пищевода (выбор трансплантата, пути его проведения и объёма резекции пищевода). М. Б. Скворцов располагает уникальным опытом лечения рубцовых сужений пищевода у детей, в частности, с помощью пластики его желудком. В 1987 г. М. Б. Скворцов приступил к освоению методов лечения рубцовых стенозов трахеи, постепенно переходя к расширению объёма вмешательств от бужирования трахеи к лазерной реканализации, эндопротезированию, затем к щадящим операциям и в 2000 г. им в республиканской больнице г. Улан-Удэ выполнена первая в Восточной Сибири успешная циркулярная резекция трахеи. К настоящему времени опыт лечения накоплен более, чем у 100 больных со стенозами трахеи, оперировано более 30 из них, в том числе ряд больных со стенозами на фоне трахеопищеводных свищей. По его инициативе в отделении наряду с операциями на легких, диафрагме и средостении широко применяется хирургическое лечение миастении. Многие из внедренных и разработанных им операций применяют его воспитанники в Иркутске, в Улан-Удэ. На базе кафедры госпитальной хирургии под руководством М. Б. Скворцова прошли усовершенствование и подготовку по торакальной хирургии ряд хирургов Иркутской области, Бурятии, Дальнего Востока, Монголии.
Моисей Борисович является одним из первых эндоскопистов в Иркутске. С 1966 г. он активно внедряет эндоскопические методы диагностики и лечения в хирургическую практику (поднаркозная ригидная бронхоскопия, эзофагоскопия в условиях диффузионного дыхания). В 1973 г. он первым в областной больнице освоил гастрофиброскоп и начал регулярно выполнять гастроскопии, которые активно выполняет и по настоящее время. Широко применяются в клинике разработанные им методики бужирования пищевода при рубцовых сужениях, стриктур анастомозов, лечение кардиоспазма дилатацией стандартными и модифицированными дилататорами. М. Б. Скворцов многие годы сам выполнял и совершенствовал эндоскопические манипуляции, затем постоянно курировал работу отделения эндоскопии и по настоящее время является его научным руководителем. В последние годы в практику внедряются современные эндовидеоскопии (торакоскопия), высокоэнергетический лазер. По его инициативе кафедра госпитальной хирургии на базе эндоскопического отделения в течение 6 лет проводила преподавание эндоскопии студентам и постоянно проводит обучение и усовершенствование врачей по эндоскопии. Им подготовлено большинство ныне работающих в Областной больнице врачей-эндоскопистов, ряд врачей г. Иркутска и области, а также многие врачи Бурятии, Якутии, Тувы. Им создано в 1994 г. Иркутское научное общество эндоскопистов, председателем которого он является.
Научные исследования М. Б. Скворцова посвящены вопросам диагностики и лечения заболеваний пищевода, желудка, легких, вопросам диспансеризации больных хирургического профиля, разработке современных методик хирургического лечения, усовершенствованию инструментальных методов диагностики и лечения в плановой и неотложной хирургии груди и живота, вопросам истории хирургии в Иркутске, методологическим вопросам преподавания хирургии и эндоскопии на додипломном и последипломном уровне. Им опубликовано 187 научных работ. Имеет 5 авторских свидетельств на изобретения и ряд рацпредложений, посвященных разработке хирургических методов лечения. Под его руководством выполнены и защищены 4 кандидатские диссертации. По результатам собственных исследований М. Б. Скворцов многократно выступал на научных Всесоюзных и республиканских конференциях в Иркутске, Москве, Риге, Одессе, Перми, Краснодаре, Ереване, Якутске, Улан-Удэ, Кызыле и др.
М. Б. Скворцов успешно сочетает научную, лечебную и педагогическую работу с большой общественной деятельностью. Он многие годы был куратором студенческих групп, председателем областного научного общества хирургов в 1991—1998 гг., президентом ассоциации хирургов Иркутской области в 1996—2001 гг., являлся членом учёного совета лечебного факультета ИГМУ, является членом учёного совета Института хирургии и Научного центра реконструктивной хирургии ВСНЦ СО РАМН, членом учёного совета по защите докторских и кандидатских диссертаций, членом комиссии «Торакальная хирургия», входящей в состав научного совета по хирургии РАМН.

## Награды
Профессор М. Б. Скворцов награждён знаками «Изобретатель СССР», «Отличнику здравоохранения», медалями «За строительство БАМ», «Ветеран труда», является заслуженным врачом России, заслуженным деятелем науки Республики Бурятия.